# Bert Lahr
Bert Lahr (Nova Iorque, 13 de agosto de 1895 - Nova Iorque, 4 de dezembro de 1967) foi um ator estadunidense conhecido pelo seu papel de Leão Covarde no filme The Wizard of Oz (1939).

## Biografia
Aos 15 anos Bert abandonou a escola, para entrar pro teatro Vaudeville juvenil, até entrar para o teatro burlesco. Em 1927 estreou na Broadway, onde fez uma série de espetáculos de sucesso.

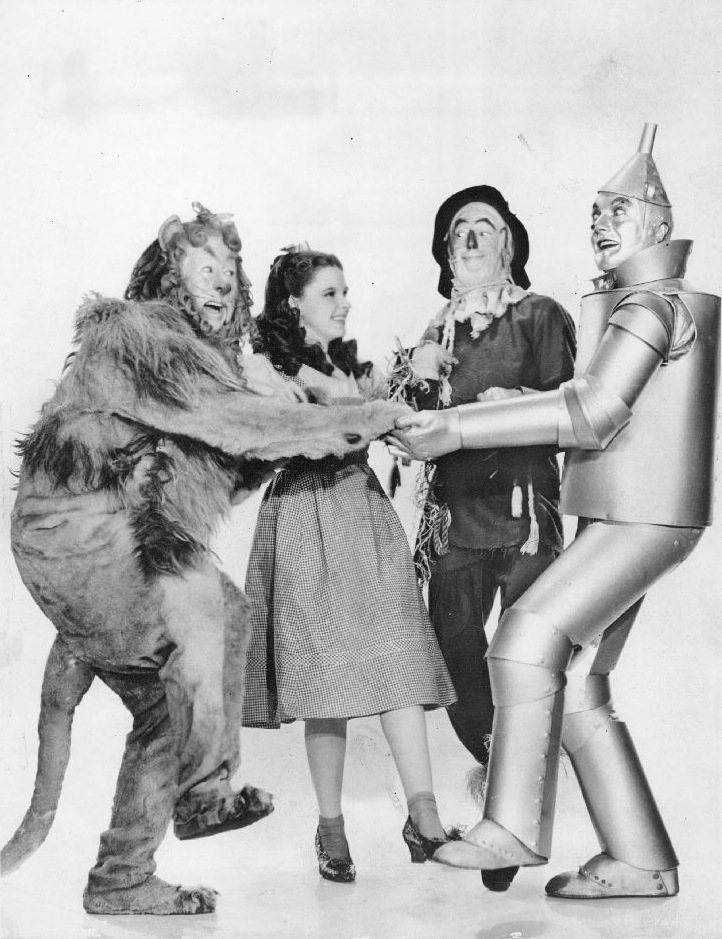
O ator como Leão Covarde no filme The Wizard of Oz (1939) ao lado de Dorothy e seus outros companheiros (interpretados por Judy Garland, Ray Bolger e Jack Haley)

Em 1931 fez sua estréia em Hollywood no filme Flying High. Seu maior sucesso no cinema foi no papel de Leão Covarde no filme The Wizard of Oz (1939). Fez participações em filmes e programas de tv. Mas o teatro foi onde mais brilhou, chegando a ganhar um prêmio Tony de melhor ator de musical por Foxy, em 1964.
Bert foi casado duas vezes e teve dois filhos do segundo casamento. O ator morreu de pneumonia em 1967, enquanto filmava o filme The Night They Raided Minsky's. Encontra-se sepultado no Union Field Cemetery, Ridgewood, Queens, Nova Iorque no Estados Unidos.

## Filmografia
- The Night They Raided Minsky's (1968)
- Thompson's Ghost (1966) (TV)
- The Secret World of Eddie Hodges (1960) (TV)
- The Second Greatest Sex (1955)
- Rose Marie (1954)
- Mr. Universe (1951)
- Always Leave Them Laughing (1949)
- Meet the People (1944)
- Ship Ahoy (1942)
- Sing Your Worries Away (1942)
- The Wizard of Oz (1939) (1939)
- Zaza (1939)
- Just Around the Corner (1938)
- Josette (1938)
- Love and Hisses (1937)
- Merry Go Round of 1938 (1937)
- Montague the Magnificent (1937)
- Off the Horses (1937)
- Whose Baby Are You? (1936)
- Boy, Oh Boy (1936)
- Gold Bricks (1936)
- No More West (1934)
- Henry the Ache (1934)
- Hizzoner (1933)
- Flying High (1931)
- Faint Heart (1929)